# Солтанов, Аннамурат Солтанович
Аннамурат Солтанович Солтанов (туркм. Annamyrat Soltanowiç Soltanow; 1943, Туркменкалинский этрап, Марыйская область, Туркменская ССР, СССР — 2016, Туркменистан) — представитель высшего командования Вооружённых сил Туркменистана, первый начальник Генерального штаба Вооружённых сил Туркменистана. Генерал-полковник (дата присвоения звания неизвестна).

## Биография
Родился в селе Илери Туркмен-Калинского района Марыйской области в 1943 году.
В 1961 году, по окончании школы устроился на работу зоотехником.
С 1964 по 1969 годы проходил обучение в Туркменском сельскохозяйственном институте, по окончании которого в 1969 году был призван на срочную службу в Советскую Армию.
По окончании срочной службы в 1971 году, поступил на обучение в Ташкентское высшее общевойсковое командное училище, которое окончил в 1973 году.
С 1974 по 1977 годы проходил обучение в Военной академии имени Фрунзе.
К моменту ввода советских войск в Афганистан в декабре 1979 года, майор Солтанов занимал должность командира 373-го гвардейского мотострелкового полка 5-й гвардейской мотострелковой дивизии в городе Кушка Туркменской ССР. После ввода 373-го полка в Афганистан, с новой дислокацией в городе Кандагар, Солтанов стал командиром созданной на базе полка 70-й отдельной мотострелковой бригады. В сентябре 1980 года (по другим данным — в марте) Солтанов убыл на дальнейшее место службы в СССР.
После возвращения из Афганистана, служил командиром учебного полка в Ашхабаде, советником Кубинских революционных вооруженных сил и военным комиссаром в узбекском городе Джизак.
С октября 1991 года занимал должность Военного комиссара Туркменистана.
27 января 1992 года был назначен заместителем министра обороны Туркменистана с присвоением воинского звания генерал-майор.
С 1994 года по 12 февраля 1997 года занимал должность Начальника Генерального штаба Вооружённых сил Туркменистана.
До июня 2001 года занимал должность военного комиссара Балканского велаята. Был освобождён от своих обязанностей 17 июня того же года в связи с незаконной продажей оружия в 1993 и 1994 годах, был отдан под суд и приговорён к тюремному заключению.
Солтанов Аннамурат умер в 2016 году.